# 1390
1390 (MCCCXC) je bilo navadno leto, ki se je po julijanskem koledarju začelo na soboto.

## Dogodki
- 1. januar

## Rojstva
- Vlad II. Drakul, vlaški vojvoda († 1447)

## Smrti
- 16. februar - Rupert I., nemški volilni knez, pfalški grof (* 1309)
- 20. marec - Aleksej III. Veliki Komnen, trapezuntski cesar (* 1338)
- 19. april - Robert II., škotski kralj (* 1316)
- 8. julij - Albert Saksonski, nemški filozof in logik (* 1320)
- 20. avgust - Konrad Zöllner von Rothenstein, veliki mojster tevtonskih vitezov (* okoli 1325 )
- 23. september - Ivan II. Lotarinški, vojvoda Zgornje Lorene (* 1346)
- 9. oktober - Ivan I., kastiljski kralj (* 1358)

Neznan datum
- Altichiero, italijanski (veronski) slikar (* 1330)
- Domenico Fregoso, genovski dož (* 1325)
- Jacopo di Cione, italijanski (florentinski) slikar (* 1325)
- Mihael Panaret, grški (trapezuntski) kronist (* 1320)